# Víktor Bashénov
Víktor Andréyevich Bashénov –en ruso, Виктор Андреевич Баженов– (Omsk, URSS, 6 de agosto de 1946) es un deportista soviético que compitió en esgrima, especialista en la modalidad de sable.
Participó en los Juegos Olímpicos de Múnich 1972, obteniendo una medalla de plata en la prueba por equipos. Ganó dos medallas en el Campeonato Mundial de Esgrima en los años 1977 y 1978.

## Palmarés internacional
| Juegos Olímpicos   | Juegos Olímpicos         | Juegos Olímpicos | Juegos Olímpicos  |
| Año                | Lugar                    | Medalla          | Prueba            |
| ------------------ | ------------------------ | ---------------- | ----------------- |
| 1972               | Múnich (RFA)             | Medalla de plata | Sable por equipos |
| Campeonato Mundial |                          |                  |                   |
| Año                | Lugar                    | Medalla          | Prueba            |
| 1977               | Buenos Aires (Argentina) | Medalla de oro   | Sable por equipos |
| 1978               | Hamburgo (RFA)           | Medalla de plata | Sable por equipos |